# Witoorbaardkoekoek
De witoorbaardkoekoek (Nystalus chacuru) is een vogel uit de familie Bucconidae (baardkoekoeken).

## Verspreiding en leefgebied
Deze soort komt voor in centraal en oostelijk Zuid-Amerika en telt twee ondersoorten:
- N. c. uncirostris: oostelijk Peru, westelijk Brazilië en noordoostelijk Bolivia.
- N. c. chacuru: noordoostelijk, oostelijk en zuidelijk Brazilië, Paraguay en noordoostelijk Argentinië.

## Status
De grootte van de populatie is niet gekwantificeerd maar de soort wordt omschreven als tamelijk algemeen. Op de Rode lijst van de IUCN heeft deze soort de status niet bedreigd.